# Fröken Sverige 2000
Fröken Sverige 2000 var den 51a Fröken Sverigetävlingen och hölls på Svenska Mässan i Göteborg den 25 mars 2000.
Tävlingen sändes i TV4 och programledare var Sofia Eriksson (numera Wistam). Tävlingen vanns av Valerie Aflalo - Fröken Malmö som kröntes av Fröken Sverige 1999 Emma-Helena Nilsson. Detta var första året som vinnaren röstades fram av svenska folket. Valerie Aflalo fick 41 % (ca 108.000) av de 236.000 rösterna.
Turnén för att utse de 25 landskapsfröknarna samt de tre storstadsfröknarna inleddes den 1 juli 2000 och avslutades i december samma år. Cirk 5000 tjejer tävlade under hösten. Konferencier på turnén var skådespelaren Jesper Salén och Fröken Sverige 1999 Emma-Helena Nilsson. Artist var Anno. Alla de 28 kandidaterna presenterades i TV 4 den 18 mars 2000 i programmet "Inför Fröken Sverige 2000".
Detta år hölls ingen baddräktstävling på scen. Istället spelades momentet in på Hagabadet i Göteborg. Till deltävlingen i aftonklänning engagerades 10 olika designers som arbetade med varsin finalist. Pär Engsheden, som kanske är mest känd för att ha skapat Kronprinsessan Victorias brudklänning, designade vinnaren Valerie Aflalos klänning i rosa siden satin.
Artister:
- DJ Mendez - Razor Tongue
- Andreas Jonsson - the Game We Play
- Orup - Unga hjärtan

Juryn bestod av följande medlemmar: 
- Kristina Wayborn (skådespelerska, Fröken Sverige 1970)
- Therese Alshammar (Simmare)
- Jessica Folker (artist, Fröken Stockholm 1994)
- Jan Lindell (Vd Bonnier)
- Anna Olin (Hallåa TV4, Fröken Östergötland 1996)
- Calle Norlén (skribent)
- Helene Arkhem (VeckoRevyns chefredaktör)